# Toxorhina (Toxorhina) subfragilis
Toxorhina (Toxorhina) subfragilis is een tweevleugelige uit de familie steltmuggen (Limoniidae). De soort komt voor in het Neotropisch gebied.